# Moritz Spitzer
Moritz Spitzer (englisch: Moshe Shpitzer, geboren 8. Juli 1900 in Boskovice, Österreich-Ungarn; gestorben 16. November 1982 in Kfar Saba, Israel) war ein israelischer Indologe, Verleger und zionistischer Aktivist.

## Leben

### Frühe zionistische Ideale und Arbeit im erlernten Beruf
Im Alter von 16 Jahren hatte Spitzer schon als Gymnasiast die Idee, in Österreich die zionistischen Mittelschulverbindungen in einem Kartell zu gruppieren. Rat suchte er hierfür im September 1916 bei Martin Buber, den er um Hilfe bei der Erstellung eines Arbeitsprogramms für diesen Zusammenschluss bat. Einen jüdischen Soldatenrat zu organisieren, gehörte dann auch zu seinen Aktivitäten während des Dienstes in der k.u.k. Armee im Ersten Weltkrieg.
Nahe Wien engagierte er sich nach dem Krieg im von Siegfried Bernfeld geleiteten Kinderheim Baumgarten.
Nach seiner Promotion zum Dr. phil. in Kiel 1926 war er 1927–1928 an der Preußischen Akademie der Wissenschaften als Assistent tätig. Eine große berufliche Herausforderung war 1927 der Auftrag, eine aus dem 2. oder 3. Jahrhundert n. Chr. stammende philosophische Sanskrit-Handschrift aus der Turfan-Oase zu bearbeiten – die älteste bisher gefundene dieser Art. Sie erhielt die Bezeichnung „Spitzer-Handschrift“ – bei der Auslagerung während des Zweiten Weltkriegs gingen von den 1000 Fragmenten viele verloren und sind nur noch in Form von Spitzers Transkription erhalten.

### Vom Broterwerb in der Weltwirtschaftskrise zur Reichspogromnacht
Spitzer widmete diesem Projekt nicht die ungeteilte Aufmerksamkeit, 1928 gründete er die Jungzionistischen Blätter und war von 1929 bis 1932 Leiter der „Schule der Jugend“ in Berlin. Als Hebräisch-Lehrer arbeitete er im Hause Salman Schockens, der seine Dienste bald vollständig in Anspruch nahm: Schocken stellte ihn als „wissenschaftlichen Sekretär“ Martin Buber zur Verfügung. Mit neuem Arbeitsort Heppenheim unterstützte er Buber von 1932 bis 1934 in zweierlei Hinsicht: Er kontrollierte Druckfahnen auf Setzfehler hin, teilte Buber aber auch mit, was er inhaltlich für korrekturwürdig hielt. Außerdem beschaffte er Material für dessen laufendes Projekt einer Bibelübersetzung, zu diesem Zeitpunkt aktuell waren die Psalmen. Hinzu kam die Beantwortung eines Teiles der Briefe aus Bubers Leserschaft. An der Odenwaldschule arbeitete er als Lehrer für jüdische Kulturgeschichte.
Nach dieser Zeit befragt, erschien Spitzer ein Ereignis erwähnenswert, dessen Zeuge er am 1. Mai 1933 wurde: Ein Festumzug stand erstmals im Zeichen der neuen NS-Machthaber, und ein junger Regierungsassessor hatte sich dabei, entgegen seiner eigentlichen Überzeugung, zum Faschistengruß hinreißen lassen. Er sprach anschließend bei Buber vor und bat um einen Handschlag gegen das Versprechen, dergleichen nie wieder zu tun. Es handelte sich um Ludwig Metzger, später Darmstädter Oberbürgermeister, Mitglied des Bundestages und aktiver Unterstützer Israels. Spitzers im Nachbarort Bensheim gelegene Wohnung musste fünf bis sechs Hausdurchsuchungen über sich ergehen lassen. Hauptsächlich hofften die Nationalsozialisten, belastendes Material über Buber zu finden. Bubers eigenes Haus wurde nur einmal durchsucht, mit entsprechendem Echo in der Auslandspresse.
1934 bis 1938 leitete Moritz Spitzer zusammen mit Lambert Schneider den Schocken Verlag, herausragende Ergebnisse waren eine Kafka-Gesamtausgabe und die „Bücherei des Schocken Verlags“ – von 249 Büchern jüdischer Autoren insgesamt. Schneider schilderte ihn als einen langsamen, sorglichen Arbeiter, der seine Zeit brauchte, ein „Kauz“, mit dem oft nicht ganz leicht zu arbeiten war, nicht zuletzt, weil ihm Terminarbeiten ausgeprägt zuwider waren. Ein Nebeneffekt der Arbeit im Schocken Verlag war, dass ihn der Setzereileiter von Jakob Hegners Werkstatt in die Geheimnisse eines guten Satzes einweihte. Dabei gewonnene Erfahrung im Hantieren schwieriger Texte war nützlich bei der Gestaltung eines Werkes wie Piyyute Yamai, einer Sammlung frühhebräischer Verse, die in Leipzig bei der Offizin Haag Drugulin handgesetzt wurden.

### Eigener Verlag, Setzerei, Gießerei und Erfolg durch Kompromisslosigkeit
Nach der Reichspogromnacht blieb nur noch die Flucht, er wanderte im Februar 1939 nach Palästina aus. Dort gründete er in den frühen 1940ern mit den „Tarshish Books Jerusalem“ einen eigenen Verlag. Der Name entsprach Spitzers Wunsch nach einem im Hebräischen wie in anderen Sprachen gleichlautenden Begriff, der keiner Übersetzung bedurfte und den angenehmen biblischen Bezug mit sich brachte, „auf die Tarschisch-Schiffe, die reiche Fracht heimbrachten.“ Passend dazu entwarf Immanuel Grau das Verlagssignet mit einem Segelschiff. In dem Verlag erschien auch Mein blaues Klavier – Else Lasker-Schülers letzte Veröffentlichung. Außerdem hatte Spitzer die Leitung der Verlage der Jewish Agency und des Bialik-Instituts inne. Dass er im Beratungsausschuss für Münzen und Banknoten Mitglied wurde, lag auch an seiner Erfahrung in der Buchdruckerkunst: Von 1942 bis 1949 betrieb er eine Setzerei. Wenn auch von der geeigneten Schrift über qualifizierte Arbeiter nebst Maschinen und Material vieles fehlte, ließ Spitzer nicht ab von seinem Anspruch, dass allen Schwierigkeiten zum Trotz ein gutes Produkt zustande kommen sollte. Als Direktor einer Schriftgießerei war für ihn die Entwicklung neuer Schrifttypen für das Hebräische ein Aufgabengebiet. Für die von ihm gegründete Hadassah-Druckerschule konnte er als Direktor Henri Friedlaender aus den Niederlanden holen. Öffentliche Aufmerksamkeit wurde ihm wieder zuteil, als Eli Franco 1997 in Jerusalem zufällig Spitzers Sohn kennenlernte, den Nachlass einsah und durch die DFG gefördert eine Teilrekonstruktion der Spitzer-Handschrift vornehmen konnte.

## Schriften
- Begriffsuntersuchungen zum Nyāyabhāṣya, Harrassowitz Verlag, Leipzig 1927 (Zugleich: Kiel, Univ., Phil. Diss., 1926)
- The Development of Hebrew Lettering, in: Ariel, no. 37, 1974, S. 4–28